# Public switched telephone network
Public switched telephone network (PSTN) is het wereldwijd gebruikte telefonienetwerk.

## Netwerk
Oorspronkelijk was dit netwerk volledig analoog en alleen bedoeld voor vaste telefonie; het telecomnetwerk voor is volledig digitaal geworden en ook voor mobiele telefoontoestellen geschikt.
Het PSTN is grotendeels ontstaan uit ITU-T-standaarden en gebruikt E.163/E.164-adressen, de telefoonnummers.
Intern is het netwerk verbonden met telefooncentrales die voor de juiste verbindingen zorgen. Oorspronkelijk werden deze verbindingen handmatig opgezet door een operator, in 1925 kwam in Nederland de eerste automatische centrale. Sinds 1962 is dit in Nederland volledig geautomatiseerd.
Een basiskanaal van PSTN heeft een bandbreedte van 64 kbit/s. Het spraaksignaal wordt gedigitaliseerd op 8 kHz (8 bits PCM) en verloopt tegenwoordig volledig digitaal over het PSTN (volgens de G.711-codec). Alleen de eindpunten zijn vaak nog analoog (POTS), alhoewel er ook heel wat digitale (ISDN) eindpunten zijn.

## Eindpunten
Aan de kant van de eindgebruiker zijn er twee standaarden:
- POTS: de oorspronkelijke analoge standaard;
- ISDN: de digitale opvolger ervan.

Afhankelijk van dit type lijn heeft de eindgebruiker een aangepast telefoontoestel nodig: een analoog telefoontoestel op een POTS-lijn en een digitaal ISDN-telefoontoestel op een ISDN-lijn.
PSTN wordt vaak verward met POTS, maar betekent dus niet hetzelfde. PSTN verwijst naar de gehele infrastructuur en POTS naar het analoge gedeelte hiervan.

## Afschaffing
In Nederland werd PSTN door KPN deels afgeschaft per 1 september 2019. De PSTN wordt binnen 3 jaar uitgeschakeld nadat de glasvezelnetwerk op wijken is gerealiseerd. 